# Habte Giyorgis
Habte Giyorgis (1851 – 1927) è stato un politico etiope, Primo ministro dell'Etiopia dal 1909 al 1927.
| Controllo di autorità | VIAF (EN) 73592115 · LCCN (EN) no2005082371 |